# Dunam
Un dunam sau dönüm, dunum, donum este o unitate de măsură a ariei. Nu este o unitate a SI. Unitatea de măsură a suprafeței în SI este metrul pătrat (m²).
La origine, un dönüm, din limba turcă otomană ﻕﻤﻨﺿ / dönmek (a întoarce), reprezenta suprafața de pământ pe care un om putea să o prășească într-o singură zi. Nu era precis definită și varia considerabil din loc în loc. Este în continuare folosit, în diverse versiuni standardizate, în mai multe țări din fostul Imperiu Otoman.
Versiuni:
- Ciprul de Nord, donumul este egal cu 1 337.8 m².
- În Irak este 2,500 m².
- In Israel, Iordania, Liban, Palestina, și Turcia este 1 000 m².
- Alte țări care utilizează dunamul sunt Libia, Siria și țările fostei Iugoslavia.